# Tatiana Oroño
Tatiana Oroño Coirolo (San José de Mayo, 22 de julio de 1947) es una poeta, crítica y profesora de literatura uruguaya.

## Trayectoria
Hija de Elvira Coirolo y del artista plástico Dumas Oroño (1921-2005).
Egresó como profesora de Literatura del Instituto de Profesores Artigas (IPA). Cursó la maestría en Literatura latinoamericana en la Facultad de Humanidades y Ciencias de la Educación de la Universidad de la República.
En 2009 fue ganadora del Premio Bartolomé Hidalgo en poesía entregado por la Cámara Uruguaya del Libro y del Premio Morosoli en poesía entregado por la Fundación Lolita Rubial. Investigadora Asociada a la Academia Nacional de Letras. Ha ejercido la crítica de artes plásticas y visuales en el semanario Brecha (1997-2011), publicado catálogos de arte (MNAV, Museo Gurvich, Galería Oscar Prato, Galería de las Misiones, Sammer Gallery) y realizado curadurías en artes visuales (MEC, Museo Departamental de San José, Museo Gurvich, MNAV). Coorganizadora del Primer Encuentro de Literatura Uruguaya de Mujeres (Montevideo, 2003). Coeditora de La palabra entre nosotras (actas del Primer Encuentro de Literatura Uruguaya de Mujeres, E.B.O., Montevideo, 2005). Convocante, coorganizadora y participante de la exposición interactiva de género Joya x Joya (Museo Nacional de Artes Visuales, Montevideo, 2008-2009). Cotraductora de Reflexiones sobre la poesía, de Armindo Trevisan. (Montevideo, Monteverde, 1998; México, Plaza y Valdés, 2004.) Su obra está incluida en el Programa oficial de Literatura, 1º Bachillerato (2006). Traducida al francés, inglés, italiano, portugués. 
Desde 1983 realiza periodismo cultural y crítica de arte en varios medios de prensa. Es colaboradora frecuente del semanario Brecha.

## Obra poética
- 1979, El alfabeto verde
- 1982, Poemas
- 1986, Cuenta abierta
- 1990, Tajos
- 1996, Bajamar
- 2002, Tout fut ce qui ne fut pas, ed. bilingüe, Marsella.
- 2004, Morada móvil (Artefato)
- 2008, La piedra nada sabe
- 2012, Ce qu’il faut dire a des fissures, ed. bilingüe, París.
- 2014, Estuario
- 2017, Libro de horas